# Pòssum pigmeu petit
El pòssum pigmeu petit (Cercartetus lepidus) és el pòssum més petit d'Austràlia.
Viu a Tasmània, a la conca Murray-Darling d'Austràlia Meridional, Victòria i Kangaroo Island (Austràlia Meridional).
El pòssum pigmeu petit és una espècie arborícola amb una cua prènsil, que viu en boscos esclerofil·les.